# Міле Янакієвський
Міле Янакієвський (Янакієський) (мак. Миле Јанакиевски (Јанакиески); 18 вересня 1978, Прилеп, Соціалістична Республіка Македонія, СФРЮ) — македонський державний діяч, міністр транспорту та зв'язку Республіки Македонія 2006—2015 року.

## Освіта
Мілі Янакіевскій закінчив Американський коледж в Салоніках у 2001 році. Потім навчався в аспірантурі Університету св. Кирила і Мефодія в Скоп'є.
Володіє англійською та грецькою мовами.

## Кар'єра
- З 2001 по 2004 рік Янакієвський працював у Міністерстві фінансів, де з листопада 2001 по листопад 2002 року було радником, а потім шефом Кабінету міністра фінансів.
- З жовтня 2004 по серпень 2005 року — шеф Кабінету голови ВМРО-ДПМНЄ.
- З 2005 по 2006 рік був генеральним директором державного підприємства «Водопровід і каналізація» в Скоп'є.
- З серпня 2006 року займає посаду міністра транспорту та зв'язку Республіки Македонія.

5 вересня 2009 подав у відставку, взявши на себе відповідальність за катастрофу катера з болгарськими туристами на Охридському озері, проте прем'єр-міністр Груєвскі її не прийняв.
Він також є членом Центрального Комітету ВМРО-ДПМНЄ з 2004 року.